# Treignac (tổng)
Tổng Treignac là một tổng của Pháp tọa lạc tại tỉnh Corrèze trong vùng Nouvelle-Aquitaine.

## Địa lý
Tổng này được tổ chức xung quanh Treignac trong quận Tulle. Độ cao khu vực này là 321 m (Le Lonzac) đến 923 m (Veix) độ cao trung bình trên mực nước biển là 521 m.

## Hành chính
| Giai đoạn | Ủy viên          | Đảng | Tư cách              |
| --------- | ---------------- | ---- | -------------------- |
| 2004-2011 | Daniel Chasseing | UMP  | Thị trưởng Chamberet |

### Kết quả bầu cử tổng này ngày 21 tháng 3 năm 2004
- Daniel Chasseing (UMP), thị trưởng Chamberet
- Jean-Claude Magnaval (PCF)
- Patrick Peyramaure (FN)

## Phân chia đơn vị hành chính
Tổng Treignac được chia thành 12 xã và khoảng 4 896 người (điều tra dân số năm 1999 không tính trùng dân số).
| Xã                        | Dân số | Mã bưu chính | Mã insee |
| ------------------------- | ------ | ------------ | -------- |
| Affieux                   | 349    | 19260        | 19001    |
| Chamberet                 | 1 304  | 19370        | 19036    |
| L'Église-aux-Bois         | 41     | 19170        | 19074    |
| Lacelle                   | 140    | 19170        | 19095    |
| Le Lonzac                 | 772    | 19470        | 19118    |
| Madranges                 | 178    | 19470        | 19122    |
| Peyrissac                 | 140    | 19260        | 19165    |
| Rilhac-Treignac           | 121    | 19260        | 19172    |
| Saint-Hilaire-les-Courbes | 171    | 19170        | 19209    |
| Soudaine-Lavinadière      | 193    | 19370        | 19262    |
| Treignac                  | 1 415  | 19260        | 19269    |
| Veix                      | 72     | 19260        | 19281    |

## Thông tin nhân khẩu
| 1962                                                     | 1968  | 1975  | 1982  | 1990  | 1999  |
| -------------------------------------------------------- | ----- | ----- | ----- | ----- | ----- |
| 5 961                                                    | 6 688 | 6 122 | 5 722 | 5 253 | 4 896 |
| Nombre retenu à partir de 1962 : dân số không tính trùng |       |       |       |       |       |